# Ibn Badis

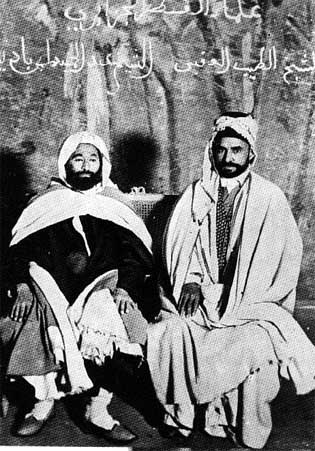
Ibn Badis i Tàyyib al-Uqbí.

Abd-al-Hamid ibn al-Mustafa ibn Makkí, més conegut com a Ibn Badis (a Algèria pronunciat Ben Badis) (Constantina 1889-Alger 16 d'abril de 1940) fou un reformador religiós ortodox musulmà d'Algèria, fundador de la doctorina Salafiyya. Fou president de l'associació d'ulemes algerians (fundada el 1931) i va dirigir diverses publicacions de propaganda. Va tenir un paper important entre els musulmans a la política algeriana.